# Musberger Eichberg
Der Musberger Eichberg ist ein Naturschutzgebiet (NSG-Nummer 1.272) auf dem Gebiet der Stadt Leinfelden-Echterdingen im Landkreis Esslingen in Baden-Württemberg.

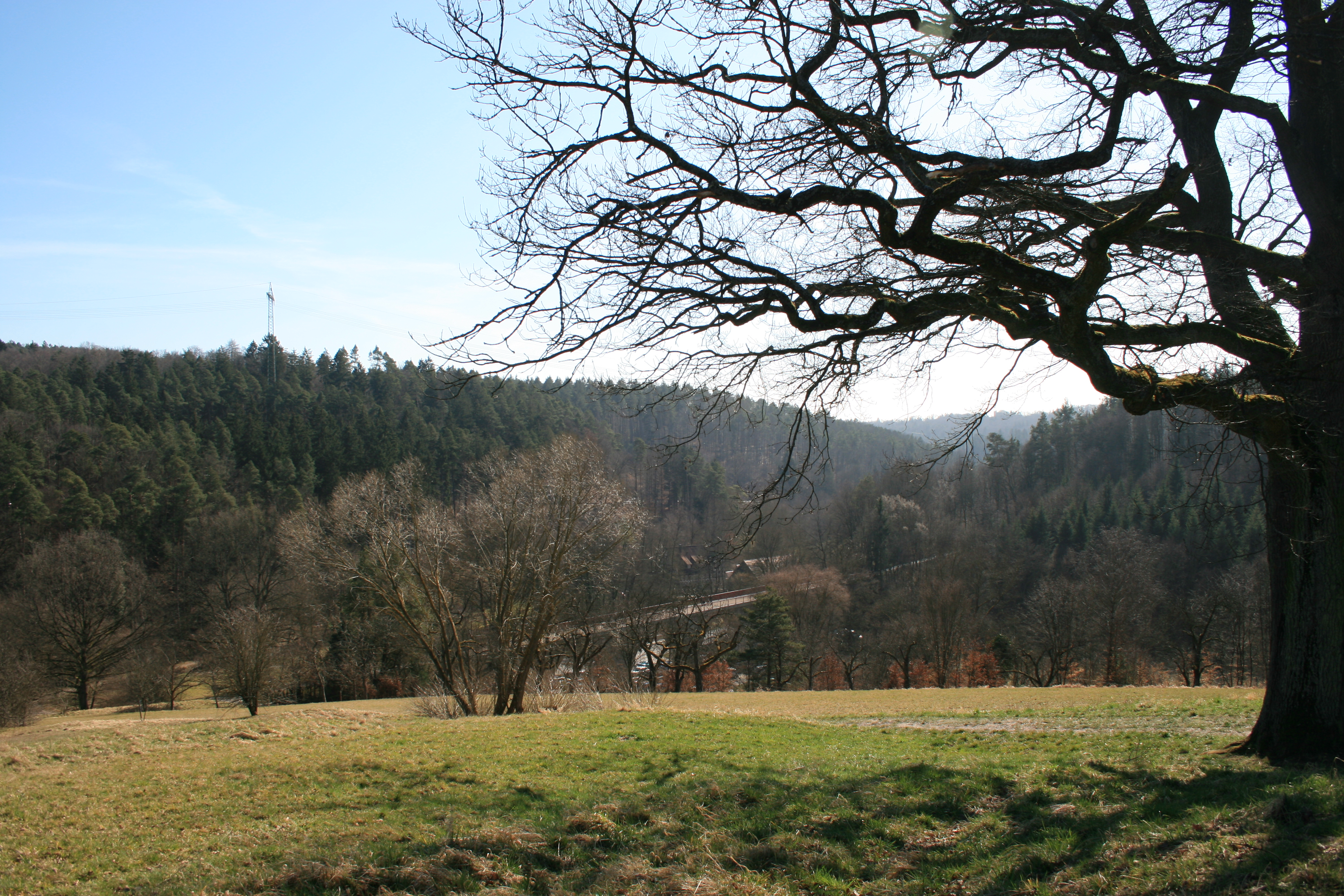
Blick vom Musbeger Eichberg Richtung Süden in das Siebenmühlental.

Es wurde zum 9. Oktober 2007 vom Regierungspräsidiums Stuttgart ausgewiesen, um die historische Kulturlandschaft im Süd- und Ostteil des Eichberges in ihrer Gesamtstruktur und ihrem Gesamtensemble einschließlich der unbefestigten Flurwege mit ihren Rainen und Säumen zu erhalten. Ein in dieser Form einzigartiger, ökologisch hochwertiger und artenreicher Biotopkomplex mit einem kleinräumigen Wechsel von Magerrasen, extensiv genutzten Streuobstwiesen, Hecken, Rainen, Säumen, Feldgehölzen und Eichenhainen soll dadurch erhalten, entwickelt und wiederhergestellt werden. Außerdem soll das Gebiet für den Biotopverbund auf Dauer eine Kernfläche darstellen, die durch weitere Wiederherstellungsmaßnahmen sowohl als Grundgerüst für die innere Struktur wie auch nach außen zu Verbindungsflächen und -elementen dient. Der Artenaustausch zwischen den Lebensräumen soll gefördert und Wechselbeziehungen ermöglicht werden. Die Wiederbesiedlungs- und Wanderungsprozesse von wild lebenden Pflanzen- und Tierarten und die historische Kulturlandschaft sollen in Synthese gesichert, gepflegt und entwickelt werden. Unterstützt wird das europäische, ökologische Netz Natura 2000.
Der Musberger Eichberg gehört zum Naturraum 104 – Schönbuch und Glemswald im Schwäbischen Keuper-Lias-Land.